# Castello Sforzesco di Galliate
Il Castello Sforzesco di Galliate (o Castello Visconteo Sforzesco) fu costruito dagli Sforza tra il 1476 e il 1496 su una preesistente fortezza viscontea. Rappresenta uno dei monumenti più significativi e conosciuti del novarese per magnificenza e unitarietà d'impianto.
Occupa il lato settentrionale di Piazza Vittorio Veneto, nel cuore della città.

## Storia
Galliate fu da sempre un baluardo strategico dei milanesi contro Novara. Una prima fortificazione sorse probabilmente all'inizio del X secolo, durante il regno di Berengario I. Nel 1154 è testimoniata la distruzione di un castello da parte di Federico Barbarossa; nel 1168 lo stesso Barbarossa lo ricostruì, ma venne nuovamente distrutto pochi anni dopo dai novaresi. Fu poi Galeazzo Visconti che a metà del Trecento realizzò una nuova fortificazione, mentre nel 1413 Filippo Maria Visconti fece edificare la "Rocchetta", oggi scomparsa, ma ancora identificabile nella muratura, sulla cui base è stato poi innalzato il castello sforzesco.
L'attuale costruzione fu voluta dal duca di Milano Galeazzo Maria Sforza che affidò il progetto a un gruppo di architetti militari guidati da Ambrogio Ferrari e Danesio Mainerio. L'edificio sorse quasi di getto nel corso di un solo anno, ma l'improvvisa scomparsa del duca interruppe i lavori che furono poi ripresi e completati nel 1496 da Ludovico il Moro il quale fece modificare il progetto dal Ferrari, abbellendo le sale e aprendo ampie finestre, al fine di creare una confortevole residenza di caccia per la sua corte milanese.

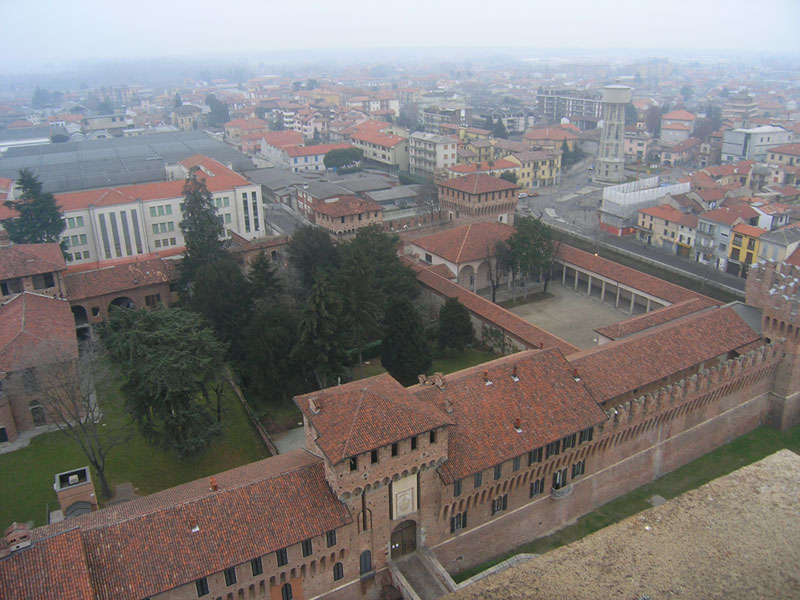
Vista del Castello dal campanile.

Il castello di Galliate, nel suo progetto originario, segnò il passaggio dalla tipica residenza fortificata feudale, che aveva funzione abitative oltre che belliche, a una vera e propria rocca con funzioni eminentemente militari. Si ha notizia che il duca di Borgogna Carlo I, alleato di Galeazzo Maria, inviò a Galliate un'ambasciata per studiare il nuovo tipo di fortificazione.
Nel 1532 il castello passò in feudo al ramo Caravaggio degli Sforza il cui capostipite Giovanni Paolo I Sforza e i suoi successori si fregiarono del titolo di "Marchese di Caravaggio" e "Conte di Galliate". Durante il seicento, con l'occupazione spagnola, si ebbero varie trasformazioni che però non alterarono troppo la struttura originaria.
Dopo un periodo di degrado durato quasi un secolo, nel 1878 il castello venne suddiviso tra vari proprietari che iniziarono delle opere di restauro adeguandolo al proprio utilizzo. La parte orientale fu acquistata dalle suore orsoline e adibita ad asilo infantile fino al 1968 quando fu permutata dal comune di Galliate con l'idea di realizzarvi la sede municipale, progetto poi abbandonato.
Negli anni 90 del Novecento il comune acquisì anche tutta la parte occidentale mentre la zona centrale rimane tuttora divisa fra due proprietari privati.
Durante gli anni 70 del Novecento, a seguito della prima acquisizione del castello da parte del comune, fu avviato un restauro per riportare l'edificio all'aspetto che doveva avere nel XV secolo; furono quindi eliminate le coperture, ripristinato il camminamento superiore, eliminate le finestre esterne, ricostruiti i beccatelli ecc.. Quando fu acquistata anche la parte occidentale si preferì invece adottare il principio del restauro conservativo, questo è il motivo per cui in facciata si può osservare una netta differenza tra il lato sinistro e quello destro.

## Descrizione
Nonostante i passaggi di proprietà, le vicende storiche e le trasformazioni subite, il castello esternamente ha mantenuto sufficientemente intatte le sue principali caratteristiche architettoniche e la sua imponenza monumentale, a eccezione del lato ovest la cui cortina muraria fu distrutta dall'esplosione di una mina nel XVII secolo e in seguito sostituita da un semplice muro. Qui si trova inoltre un palazzetto in forme neogotiche innalzato all'inizio del XX secolo.

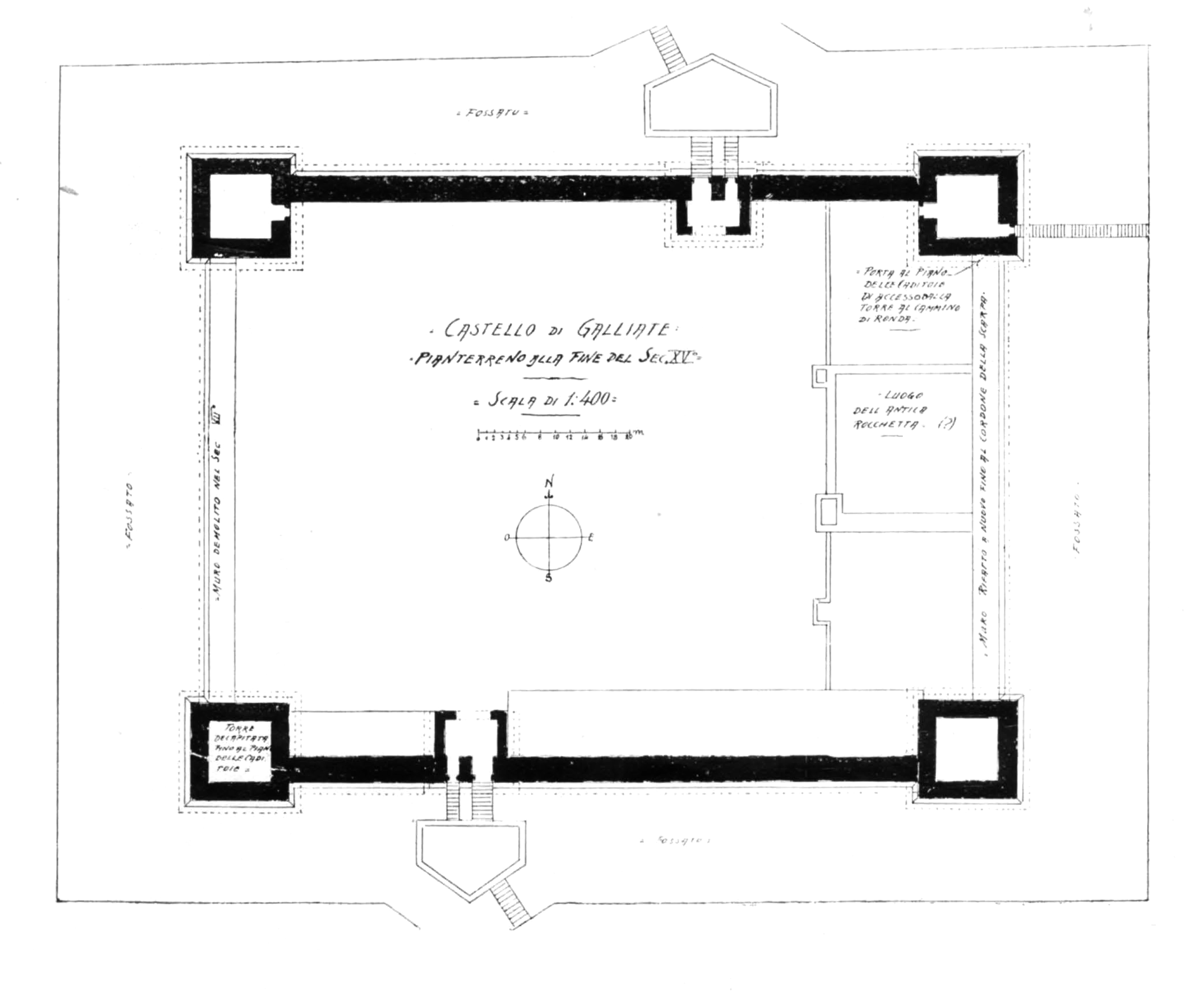
Pianta del piano terra del castello alla fine del XV secolo

Il complesso si presenta a pianta quadrilatera di 108 x 80 metri, maggiore rispetto alla media dei castelli sforzeschi, con quattro torri quadrate agli angoli, leggermente sporgenti, collegate tra loro da passaggi sotterranei. Le torri superano di soli cinque metri e mezzo i 7,5 metri di altezza dei muri di cortina, conferendo un profilo prettamente orizzontale alla struttura. Mentre le due torri meridionali presentano una base a "L", quelle settentrionali hanno base quadrata. Le mura, spesse oltre 3 metri, sono formate da due pareti esterne in mattoni, riempite nel mezzo con pietre, materiale di recupero e calce per meglio assorbire i colpi; hanno lunghi beccatelli e sono coronate da una merlatura alla ghibellina, con i merli molto ravvicinati, ben visibili sul lato meridionale e sulla torre di sud-est dopo il ripristino degli anni '70.
Lungo i lati maggiori, a nord e sud, si elevano altre due torri sfalsate tra loro, sotto cui si trovano le principali porte d'ingresso, un tempo munite di ponte levatoio e di rivellini con funzione di battiponte, ciascuna affiancata da una postierla. Queste due torri, a differenza di quelle angolari, sono a filo di cortina e presentano una particolarità quasi unica nel novarese con i beccatelli formati da tre mensole in pietra sporgenti l'una sull'altra. Una postierla con ponte levatoio, oggi murata, era presente nella torre nord-est. Altre porte d'ingresso furono successivamente ricavate anche in facciata, sotto le torri di sud-est e sud-ovest; mentre la prima è tuttora presente, la seconda è stata recentemente eliminata.
L'edificio è tuttora interamente circondato da un fossato (prosciugato) che originariamente aveva larghezza di oltre 20 metri e prendeva acqua dalla roggia di Codimonte presso Bellinzago.

### L'interno e le sale
All'interno sono più evidenti le trasformazioni operate nel corso dell'Ottocento, in particolare nell'ala orientale dove fu abbattuta la cortina muraria esterna per realizzare un porticato in stile neorinascimentale e la sala oggi adibita ad aula consiliare, con la ricca decorazione in stucco del soffitto e le quattro statue allegoriche nello scultore Crivelli.
Nell'ala sud-ovest è ospitata la biblioteca civica; qui vi sono la "Sala Rosa", la "Sala degli Stucchi" e la "Sala degli Stemmi", decorate con pitture, ornamenti ed affreschi del XVII e XIX secolo. Nella torre "castellana" di nord-est si trova invece il Museo d'arte contemporanea Angelo Bozzola che ospita oltre 140 opere donate dallo scultore galliatese alla cittadinanza nel 1998. Il museo è articolato sui tre piani della torre più il sotterraneo, sul camminamento nord, nella corte nord e nel fossato esterno; comprende opere di scultura, pittura, grafica polimaterica, installazioni e libri d'artista, di un periodo compreso tra il 1954 e il 1988.
La torre conserva inoltre, al primo piano, un pavimento quattrocentesco e una volta a ombrello affrescata con gli stemmi dei Visconti e degli Sforza.
Nelle sale espositive a sud-est vengono allestite periodicamente delle mostre. Una nuova sala è stata aperta al pubblico nel corso del 2008 per ospitare una mostra permanente dedicata al campione galliatese di automobilismo e motociclismo sportivi Achille Varzi.
Secondo un articolo pubblicato sulla rivista Artribune, l'enigmatica struttura cilindrica presente all'interno di una torre potrebbe essere il famoso "girarrosto" di Leonardo da Vinci, il cui progetto è presente all'interno del Codice Atlantico (folio 21 recto). La similitudine tra il disegno leonardesco e la struttura di Galliate è in effetti sorprendente.

## Galleria d'immagini

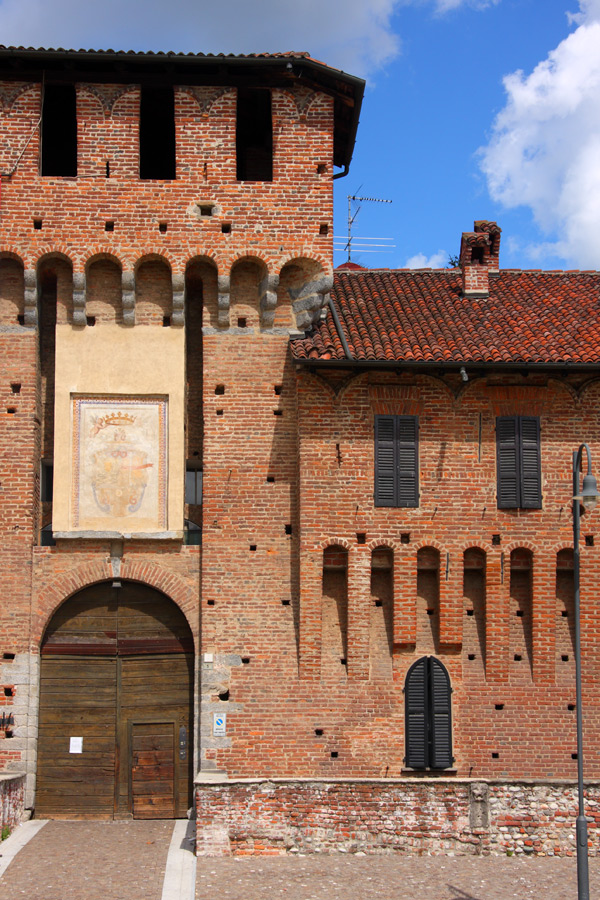
La torre d'ingresso principale sul lato meridionale.
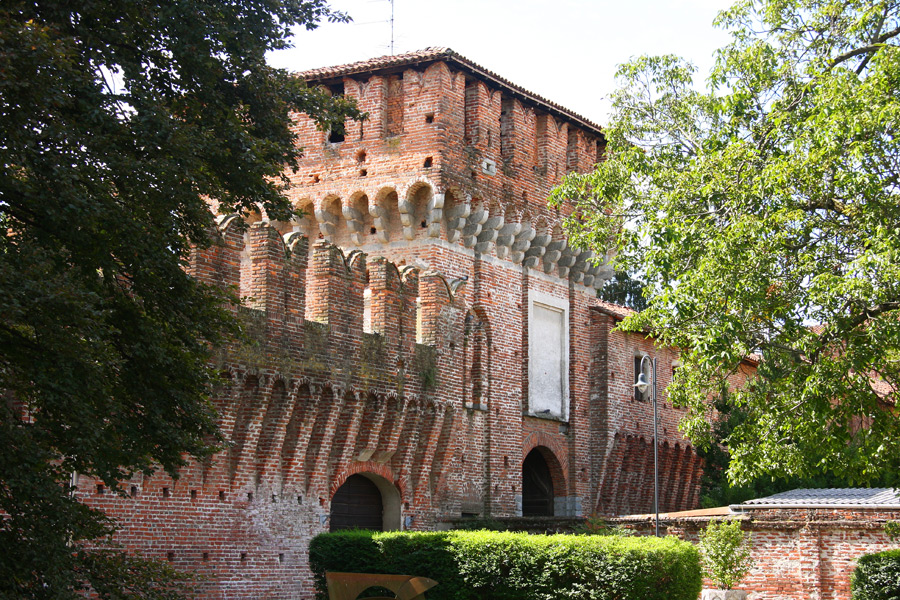
La torre d'ingresso settentrionale, in posizione asimmetrica rispetto a quella meridionale.
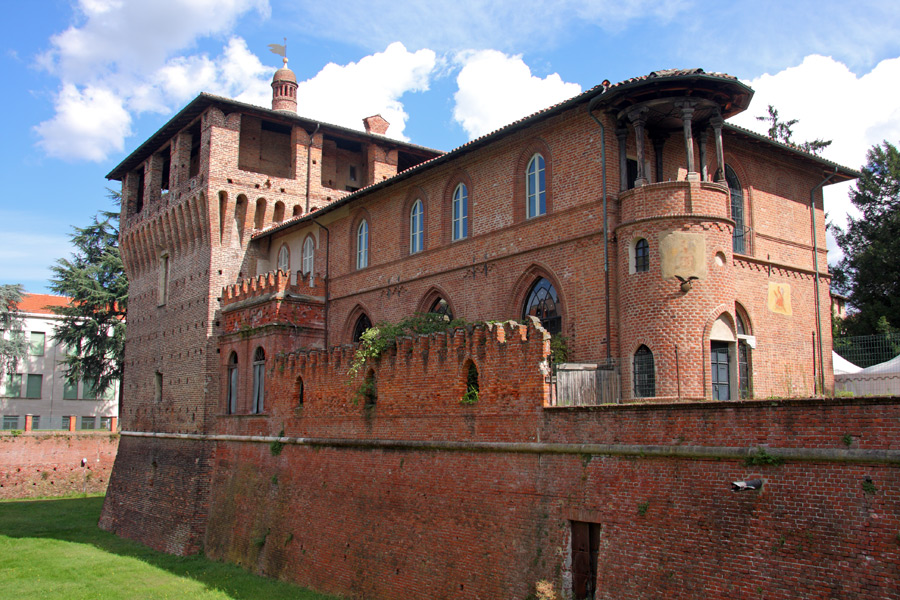
Il palazzetto in forme neogotiche e la torre di nord-ovest.
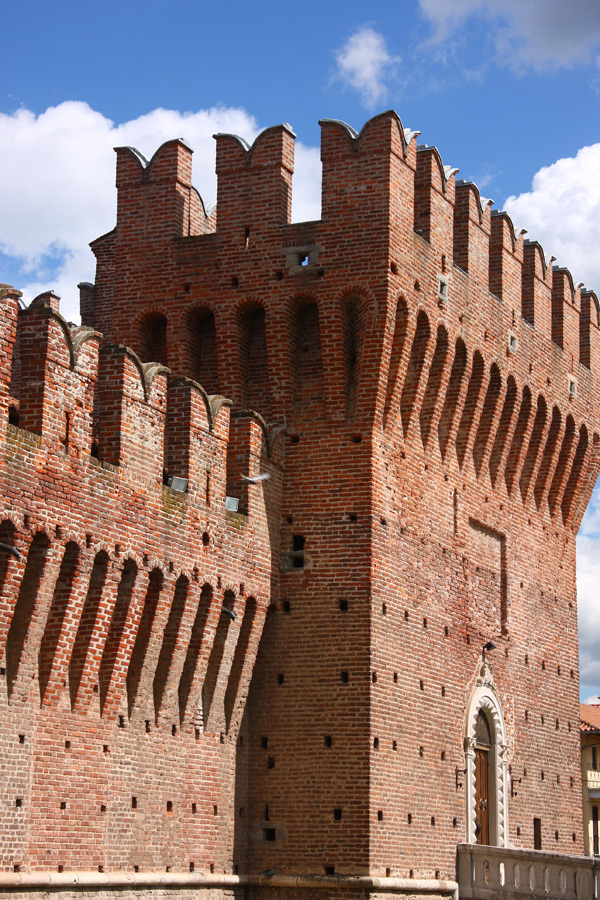
Particolare del muro di cortina e della torre di sud-est.
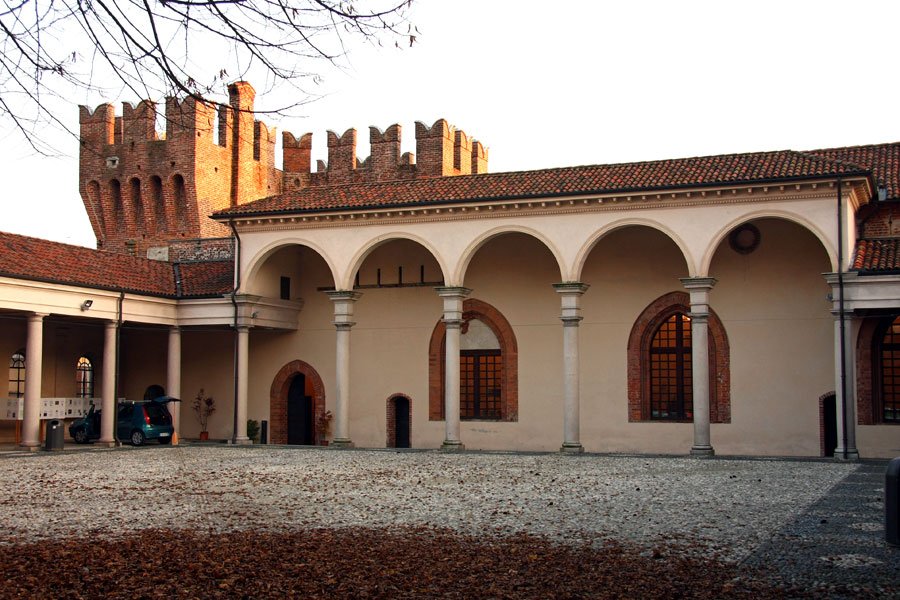
Il porticato ottocentesco
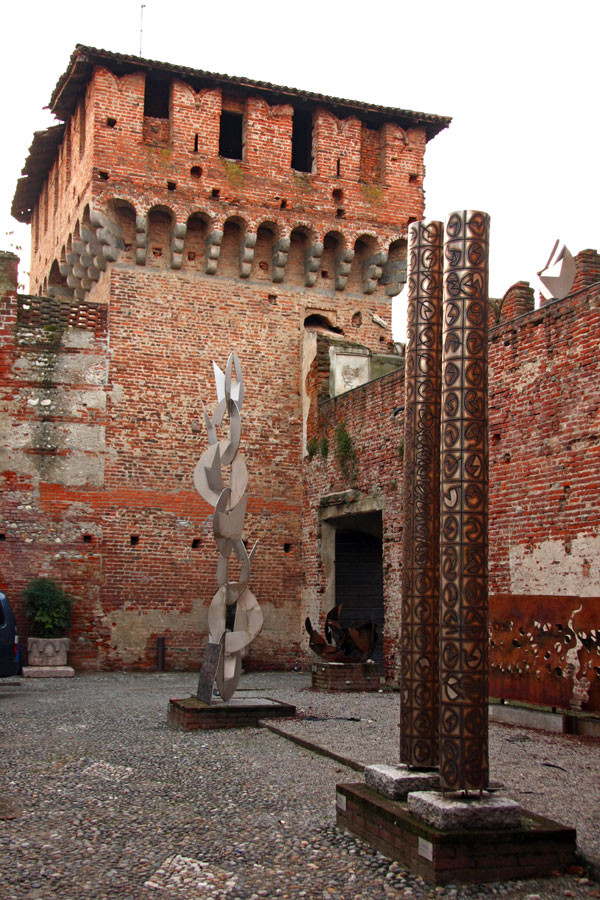
La torre d'ingresso settentrionale con installazioni di Angelo Bozzola
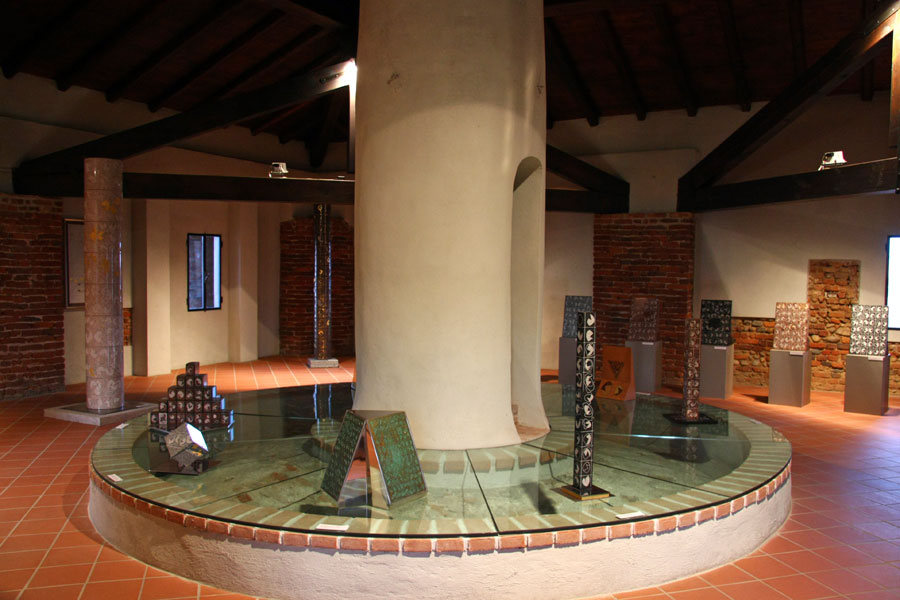
Una delle sale del museo Angelo Bozzola
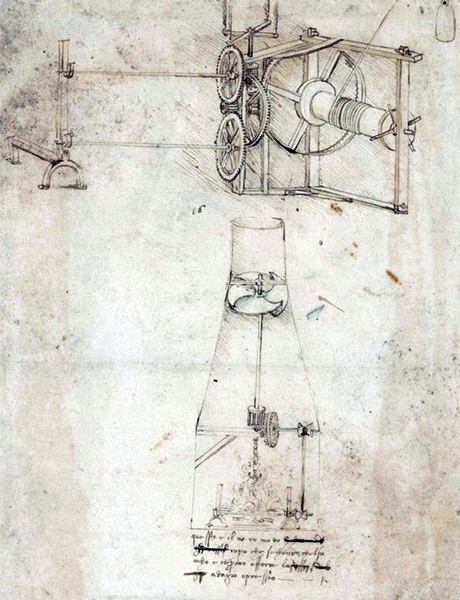
Il disegno del "girarrosto" di Leonardo da Vinci
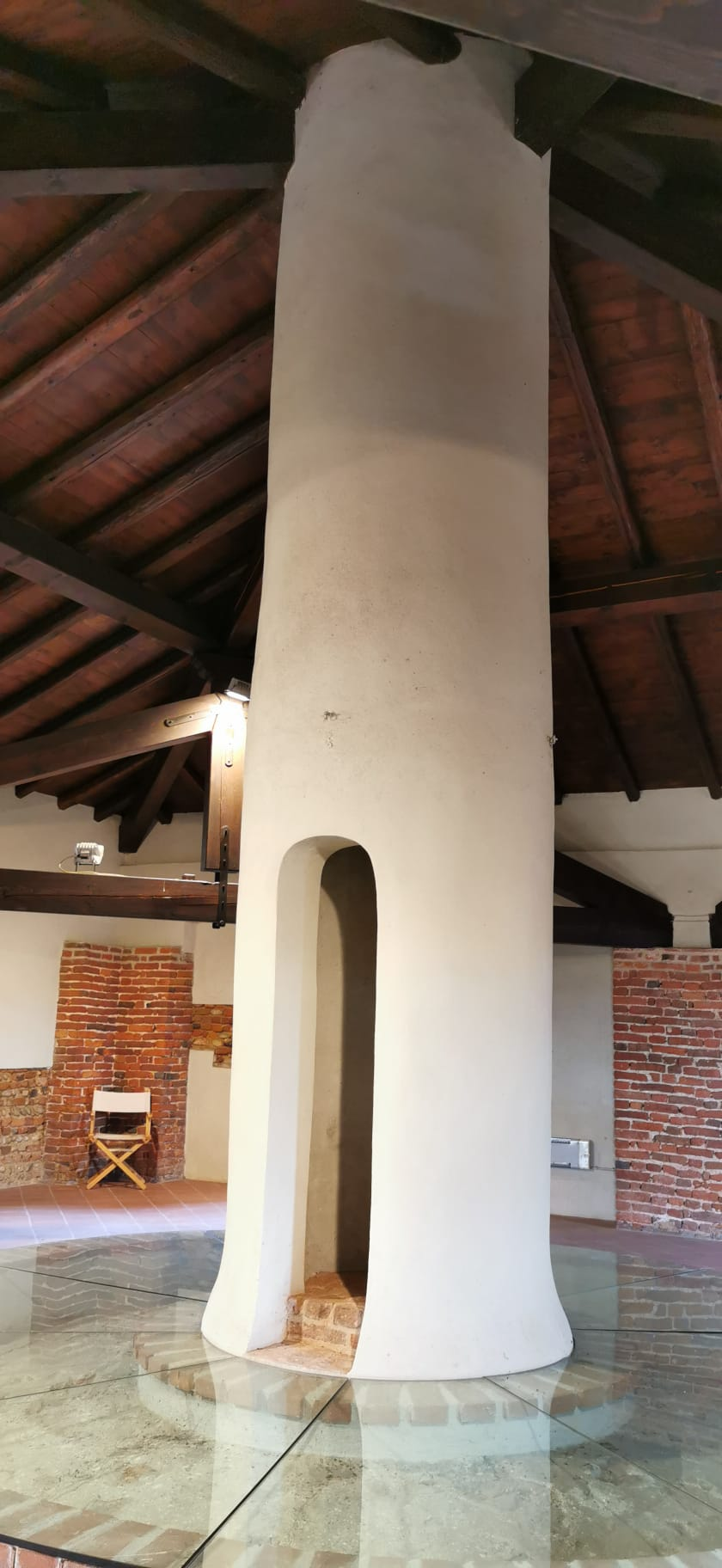
Un'altra immagine della struttura cilindrica all'interno della torre. Secondo alcuni, potrebbe essere il "girarrosto" progettato da Leonardo.
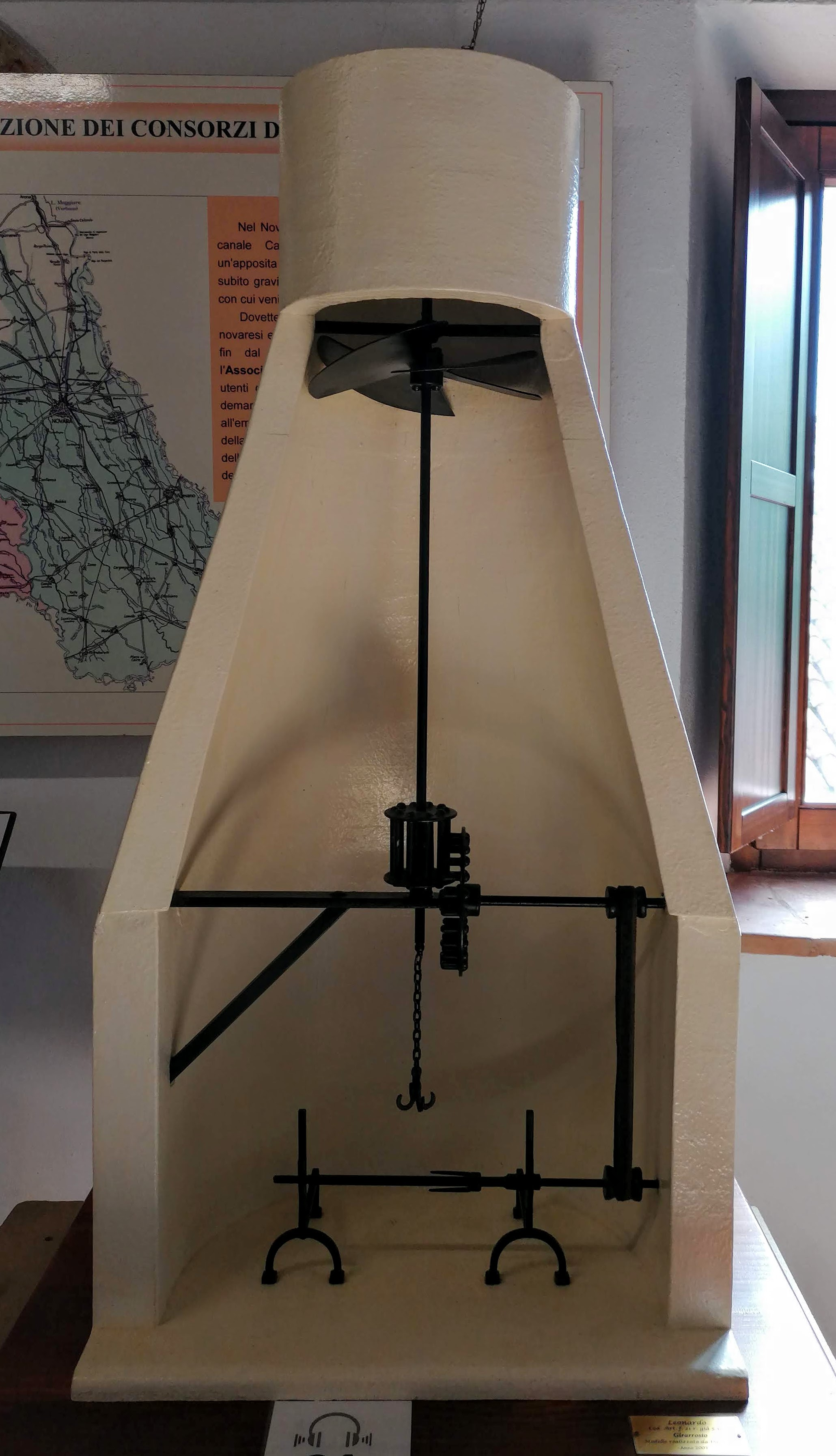
Il girarrosto di Leonardo da Vinci ricostruito presso il Mulino di Mora Bassa a Vigevano
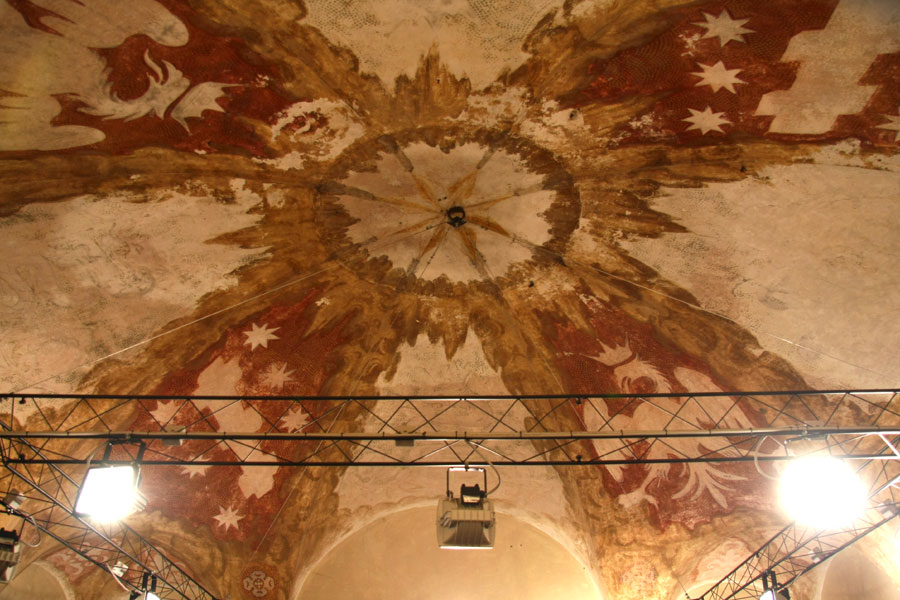
Affreschi della volta nella torre castellana